# Circonscription de Micheta
La circonscription de Micheta est une des 177 circonscriptions législatives de l'État fédéré Oromia, elle se situe dans la Zone Ouest Hararghe. Son représentant actuel est Marifa Ahmedin Yusuf.